# Färöische Badmintonmeisterschaft 2011
Die Färöische Badmintonmeisterschaft 2011 fand vom 15. bis zum 17. April 2011 in Tórshavn statt. 

## Medaillengewinner
| Disziplin    | Gold                                  | Silber                                   | Bronze                                     |
| ------------ | ------------------------------------- | ---------------------------------------- | ------------------------------------------ |
| Herreneinzel | Aksel Poulsen                         | Niclas Højgaard Eysturoy                 | Benjamin Gunnarstein                       |
| Herreneinzel | Aksel Poulsen                         | Niclas Højgaard Eysturoy                 | Nikolaj Gunnarstein                        |
| Dameneinzel  | Sigrun Smidt                          | Rannvá Djurhuus Carlsson                 | Guðri Poulsen                              |
| Dameneinzel  | Sigrun Smidt                          | Rannvá Djurhuus Carlsson                 | Hanna Elisa Arge                           |
| Herrendoppel | Hilmar Kass Niclas Højgaard Eysturoy  | Benjamin Gunnarstein Nikolaj Gunnarstein | Aksel Poulsen Gunnar Poulsen               |
| Herrendoppel | Hilmar Kass Niclas Højgaard Eysturoy  | Benjamin Gunnarstein Nikolaj Gunnarstein | Magnus Gaard Rógvi Poulsen                 |
| Damendoppel  | Sigrun Smidt Guðri Poulsen            | Bjørg Djurhus Rannvá Djurhuus Carlsson   | Nicola Gram Thomasen Kristianna Torkilshøj |
| Damendoppel  | Sigrun Smidt Guðri Poulsen            | Bjørg Djurhus Rannvá Djurhuus Carlsson   | Hanna Elisa Arge Guðrun Jacobsen           |
| Mixed        | Niclas Højgaard Eysturoy Sigrun Smidt | Aksel Poulsen Rannvá Djurhuus Carlsson   | Benjamin Gunnarstein Guðri Poulsen         |
| Mixed        | Niclas Højgaard Eysturoy Sigrun Smidt | Aksel Poulsen Rannvá Djurhuus Carlsson   | Rógvi Poulsen Guðrun Jacobsen              |